# Medana
Medana este o localitate din comuna Brda, Slovenia, cu o populație de circa 241 de locuitori.